# طلال مشعان
طلال مشعان لاعب كرة قدم بحريني يلعب حاليا لصالح نادي الدرجة الأولى النجمة البحريني في مركزي الظهير الأيمن والأيسر من 2015.